# Diocese de Elvas
A Diocese de Elvas foi uma circunscrição eclesiástica da Igreja Católica Apostólica Romana em Portugal de 1570 a 1881.Foi convertida em sé titular em 1969.
Foi criada por uma bula do Papa Pio V de 9 de junho de 1570, ficando sediada na cidade de Elvas e sufragânea da arquidiocese de Évora. Foi suprimida em 30 de Setembro de 1881, em simultâneo com a diocese de Castelo Branco. O seu território foi maioritariamente reintegrado na Arquidiocese de Évora (com excepção das freguesias de Degolados e Cabeço de Vide e do concelho de Alter do Chão, que passaram para a diocese de Portalegre).
Presentemente, o título de bispo titular de Elvas continua a ser usado por bispos auxiliares, à semelhança do que sucede com outras dioceses históricas de Portugal extintas.

## Bispos
Com o título de "Bispo de Elvas"
Bispos responsáveis:
1. António (I) Mendes de Carvalho (1571-1591)
2. António (II) de Matos de Noronha (1591-1610)
3. Rui (Rodrigo) Pires da Veiga (1612-1616)
4. Frei Lourenço (I) de Távora (1617-1625)
5. Sebastião de Matos de Noronha (1626-1636), também arcebispo de Braga
6. Manuel da Cunha (1638-1658)
7. João (I) de Melo (1671-1673)
8. Alexandre da Silva Botelho (1673-1681)
9. Frei Valério de São Raimundo (1683-1689)
10. Jerónimo Soares (1690-1694)
11. Bento de Beja e Noronha (1694-1700)
12. António (III) Pereira da Silva[desambiguação necessária] (1701-1704)
  - Nuno da Cunha e Ataíde (1705), eleito, não aceitou o cargo
13. Pedro (I) de Lencastre (1706-1713)
14. Fernando de Faro (1714)
15. João (II) de Sousa de Castelo-Branco (1716-1728)
16. Pedro (II) de Vilas-Boas e Sampaio (1734)
17. Baltasar de Faria Vilas-Boas (1743-1757)
18. Lourenço (II) de Lencastre (1759-1780)
19. João (III) Teixeira de Carvalho (1780-1792)
20. Frei Diogo de Jesus Jardim (1793-1796)
21. José (I) da Costa Torres (1796-1806)
22. José (II) Joaquim da Cunha de Azeredo Coutinho (1806-1818)
23. Frei Joaquim de Meneses e Ataíde (1820-1828)
24. Frei Ângelo de Nossa Senhora da Boa-Morte (1832-1852)
  - (...) (1852-1881), administradores apostólicos (a diocese esteve vaga)

Com o título de "Bispos titular de Elvas"
1. André Jacquemin (1969-1970)
2. Raymond Joseph Louis Bouchex (1972-1978)
3. Armindo Lopes Coelho (1979-1982), depois bispo de Viana do Castelo e do Porto
4. José Augusto Martins Fernandes Pedreira (1982-1997), depois bispo de Viana do Castelo
5. Tomás Pedro Barbosa da Silva Nunes (1998-2010), bispo auxiliar do Patriarcado de Lisboa
6. Nuno Brás da Silva Martins, desde (2011-2019), bispo auxiliar do Patriarcado de Lisboa
7. Darley José Kummer (2019-presente), bispo auxiliar da Arquidiocese de Porto Alegre